# Stanisław Dembowski (dyplomata)
Stanisław Dembowski (ur. 8 stycznia 1928 w Przysusze, zm. po 1989) – polski dyplomata i działacz partyjny, chargé d’affaires w Ghanie (1961–1962), tajny współpracownik CIA.

## Życiorys
Syn Józefa. Gdy jego ojciec zmarł na gruźlicę, trafił do domu dziecka. Od 1947 członek Polskiej Partii Robotniczej, następnie w Polskiej Zjednoczonej Partii Robotniczej. Podjął zaoczne studia z filozofii i orientalistyki. Na początku lat 50. pracował w Ministerstwie Spraw Wewnętrznych, wkrótce potem przeszedł do służby dyplomatycznej.
W połowie lat 50. pracował w ambasadzie w Pekinie, w 1956 powrócił do kraju. Był I sekretarzem ambasady w Akrze (1961‒1963), od stycznia 1961 do lipca 1962 był chargé d’affaires ad interim. Następnie I sekretarz ambasady w Teheranie (1965‒1968). Od sierpnia 1972 do stycznia 1973 był zastępcą szefa polskiej Dwukrotnie pracował w polskiej delegacji przy Międzynarodowej Komisji Kontroli i Nadzoru w Laosie, od sierpnia 1972 do stycznia 1973 zastępca szefa delegacji. Od 1965 do 1968/70 jako TW „Kofi” był agentem Służby Bezpieczeństwa lub Departamentu I MSW, z czasem rozluźnił więzy ze służbami. Ponownie działał jako agent Departamentu I MSW w latach 1974‒1976 (w ramach gry operacyjnej polskich służb).
Pod koniec 1972 rozpoczął współpracę z Centralną Agencją Wywiadowczą, w styczniu 1973 przeszedł w Wiedniu przeszkolenie z zakresu metod wywiadowczych. Przekazywał Amerykanom informacje o polskiej delegacji przy MKKN i Wietnamczykach, a po powrocie do kraju o wewnętrznych sprawach resortu oraz o Chinach i Indiach. Od 1973 pracował jako starszy radca Departamentu II Ministerstwa Spraw Zagranicznych, odpowiadając za tematykę chińsko-indyjską. Przez kilka lat był inwigilowany przez wywiad i kontrwywiad (kryptonim „Adriapan”), m.in. w czerwcu 1973 odkryto w skrzynce kontaktowej CIA listu adresowanego do niego, jednak służby nie mogły go odczytać. Ostatecznie został zdekonspirowany w czerwcu 1977 po odszyfrowaniu adresowanego do niego listu. 30 stycznia 1978 skazany przez sąd wojskowy na 13 lat więzienia, pozbawienie praw publicznych i konfiskatę majątku; wyrok utrzymała w mocy Izba Wojskowa Sądu Najwyższego. Wyszedł na wolność krótko przed transformacją ustrojową, zmarł po 1989.

## Życie prywatne
W 1956 poślubił w Polsce poznaną w Chinach kobietę pochodzenia japońskiego, później rozwiódł się. Miał syna. Według opinii przełożonych z czasem zaczął zaniedbywać obowiązki służbowe na rzecz życia towarzyskiego, popadł także w alkoholizm.